# ジュダ・ルイス
ジュダ・ルイス（Judah Lewis、2001年5月22日 - ）はアメリカ合衆国の俳優。
映画『ザ・ベビーシッター』や『サマー・オブ・84』、『雨の日は会えない、晴れた日は君を想う』、および2016年のテレビシリーズ『Game of Silence』への出演で知られている。

## 経歴
彼は教師をしているハラとマーク・ルイスの息子。
2015年5月、2017年のリブート作『スパイダーマン:ホームカミング』の主演（最終的にトム・ホランドが選ばれた）のスクリーンテストをした6人の俳優の1人となった。
2015年、ドラマ映画の『雨の日は会えない、晴れた日は君を想う』とアクションスリラー映画のリメイク作『X-ミッション』に出演し、『X-ミッション』では主人公のジョニー・ユタの若い頃を演じた。 
2015年、コメディホラー映画『ザ・ベビーシッター』で悪魔崇拝主義者のベビーシッターに追い詰められる男の子の役を演じた。完成した映画は2016年12月にNetflixに買収され、奇しくも13日の金曜日に当たる2017年10月13日に配信された。
2018年、ホラーミステリー映画『サマー・オブ・84』とNetflixのファミリー映画『クリスマス・クロニクル』に主演する。
2019年、スリラー映画『I See You』に出演した。 
また、『ザ・ベビーシッター』の続編である『ザ・ベビーシッター2』や『クリスマス・クロニクル2』にも出演する予定である。 

## フィルモグラフィー

### 映画
| 年     | 日本語題 原題                                                  | 役名                       | 備考        |
| ------ | -------------------------------------------------------------- | -------------------------- | ----------- |
| 2014年 | Deliverance Creek                                              | カレブ・バーロウ           | テレビ映画  |
| 2015年 | 雨の日は会えない、晴れた日は君を想う Demolition                | クリス・モレノ             |             |
| 2015年 | X-ミッション Point Break                                       | 少年時代のジョニー・ユタ   |             |
| 2017年 | ザ・ベビーシッター The Babysitter                              | コール                     | Netflix映画 |
| 2018年 | サマー・オブ・84 Summer of 84                                  | トミー・”イーツ”・イートン |             |
| 2018年 | クリスマス・クロニクル The Christmas Chronicles                | テディ・ピアス             |             |
| 2019年 | フロッグ I See You                                             | コナー・ハーパー           |             |
| 2020年 | ザ・ベビーシッター キラークイーン The Babysitter: Killer Queen | コール                     | Netflix映画 |
| 2020年 | クリスマス・クロニクル PART2 The Christmas Chronicles 2        | テディ・ピアス             | Netflix映画 |

### テレビ
| 年     | 日本語題 原題           | 役名             | 備考 |
| ------ | ----------------------- | ---------------- | ---- |
| 2015年 | CSI:サイバー CSI: Cyber | デニー・メッツ   | 1話  |
| 2016年 | Game of Silence         | 若いギル・ハリス | 6話  |